# Bertrand Blanchet
Bertrand Blanchet (* 19. September 1932 in Saint Thomas de Montmagny) ist Alterzbischof von Rimouski.

## Leben
Bertrand Blanchet empfing am 20. Mai 1956 die Priesterweihe für das Bistum Chicoutimi.
Papst Paul VI. ernannte ihn am 21. Oktober 1973 zum Bischof von Gaspé. Die Bischofsweihe spendete ihm der Erzbischof von Québec, Maurice Kardinal Roy, am 8. Dezember desselben Jahres; Mitkonsekratoren waren Louis Joseph Jean Marie Fortier, Erzbischof von Sherbrooke, und Gilles Ouellet PME, Erzbischof von Rimouski.
Papst Johannes Paul II. ernannte ihn am 16. Oktober 1992 zum Erzbischof von Rimouski. Am 3. Juli 2008 nahm Papst Benedikt XVI. sein altersbedingtes Rücktrittsgesuch an.